# أفعى المسبحة
أفعى المسبحة أو أفعى مولر (الاسم العلمي: Micrelaps muelleri) هو نوع من أنواع الثعابين السامة التي تمتلك أنياب خلفية، تنتمي هذه الأفاعي لعائلة الثعبانيات الساطعة . الأنواع هذه مستوطنة في الشرق الأوسط. الأسماء الشائعة والمتداولة لهذه الأفعى في الشرق الأوسط (بلاد الشام تحديدا) هي : أفعى مولر، أفعى مولريه، أفعى مولر الأرضية، أفعى المسبحة، الأفعى الجميلة، الأفعى الأنيقة، أفعى المسبحة الجميلة.

## التصنيف
لا توجد أنواع فرعية من أفعى المسبحة (الاسم العلمي : M. muelleri) التي يعترف بها على أنها صحيحة وصالحة التصنيف. أفعى المسبحة 'أفعى مولر' (الاسم العلمي : M. muelleri) هي النوع النمطي للأنواع التي تنتمي لجنس عربد صغري .

## علم أصول الكلمات
الاسم المحدد لهذه الأفعى، muelleri (إسمها العلمي كاملا : Micrelaps muelleri ),
هو تكريمًا لعالم الزواحف والبرمائيات السويسري فريتز مولر .

## النطاق الجغرافي
تتواجد وتنتشر أفعى المسبحة 'أفعى مولر' (الاسم العلمي : M. muelleri) في فلسطين والأردن ولبنان وسوريا .

## الوصف
أفعى المسبحة 'أفعى مولر' (الاسم العلمي : M. muelleri) لونها أسود، ويوجد عليها نمط تلوين مكون من حلقات بيضاء ذات حواف، وتكون هذه الحلقات مرتبة بشك متعرج، وقد تكون الحلقات هذه أضيق أو أوسع من المسافات المتواجدة بينهما، غالبًا ما تنقطع هذه الحلقات عند منطقة البطن.
يمكن للأفاعي البالغة من هذا النوع أن تصل لطول إجمالي قدره حوالي ما يقارب 40.5 سنتيمتر (15.9 بوصة) ، ويتضمن الطول هذا ذيلها، الذي يبلغ طوله حوالي 3 سنتيمتر (1.2 بوصة).
الحراشف الظهرية ناعمة الملمس (ملساء)، ولا يتواجد حفر أو ثقوب عند «قمة» أو الطرف الضيق من الحراشف، وتكون مرتبة في 15 صفًا عند منتصف الجسم. الحراشف البطنية عددها هو ما بين 251-275. الحرشفة الشرجية منقسمة . الحراشف الذيلية الفرعية ، التي تكون منقسمة أيضًا، يتراوح عددها ما بين 26-32.
رأس هذه الأفعى مسطح الشكل للغاية. عرض الحرشفة المنقارية (أو المنصية، حرشفة التي تكون متواجدة أمام الرأس، عند فتحة الفم) هو ضعف عمقها (ثخانتها)، وتكون فقط مرئية من الأعلى. إن الحراشف التي ما بين المناخير تكون أعرض قليلاً من قدر طولها وتكون أقصر من الحراشف التي تكون أمام الجبهة . الحرشفة الجبهية صغيرة الحجم، وليست أوسع (أعرض) من الحراشف التي ما فوق الحراشف المحجرية ، طولها هو1⅔ ضعف عرضها، وبالكاد تساوي بالطول المسافة التي ما بينها وبين الحرشفة المنقارية (المنصية) ، ويكون طولها نصف طول الحراشف الجدارية . كل حرشفة التي ما فوق الحراشف المحجرية، تكون طويلة على قدر مساوي لعرضها. تتواجد هنالك حرشفة ما خلف المحجر التي تكون صغيرة وتصل وتتصل مع الحرشفة الصدغية الأولى. الحراشف الصدغية مرتبة بنمط 1 + 1 أو 1 + 2. هناك سبعة حراشف شفوية علوية ، والثالثة والرابعة تدخلان للعين. هناك ثلاثة أو أربعة حراشف شفوية سفلية على اتصال (أي تصل وتتصل) بدرع الذقن الأمامي. الدروع الأمامية للذقن طويلة بقدر مساو لطول الدروع الخلفية للذقن.

## التكاثر
أفعى المسبحة (الأفعى المولريه) هي نوع من الأفاعي الذي يتكاثر بنمط بيوضية .

## الموائل
تشمل الموائل المفضلة لأفعى المسبحة (الإسم العلمي : M. muelleri) الغابات المتوسطية، ومناطق الأراضي الصالحة للزراعة.

## حالة الحفظ
يُصنف هذا النوع من الأفاعي (الاسم العلمي : M. muelleri) على أنه في وضع «أقل إهتمام» (في الإنجليزية يرمز هذا المصطلح بالحرفين LC، إختصارا لعبارة - Least Concern) وفقًا لقائمة الاتحاد الدولي لحفظ الطبيعة الحمراء للأنواع المهددة بالإنقراض (الإصدار 3.1 ، 2001). ويعني ذلك أن هذا النوع من الأفاعي لا يعتبر مهدد بخطر الإنقراض، وتم التوصل لهذا التصنيف نظرا لأن هذا النوع من الأفاعي لا يعتبر نوع المهدد بخطر الانقراض أو نوع المهدد بالانقراض أو المعرض للخطر أو قريب من حالة التهديد. وقد وصف أنه يوجد وفرة من أنواع هذه الأفاعي التي تصنف في هذه الفئة وتنتشر بشكل واسع النطاق. السنة التي تم تقدير التصنيف هذا : 2005.